# Julius Erving
Julius Winfield Erving II (nascido em 22 de fevereiro de 1950), comumente conhecido pelo apelido Dr. J, é um jogador de basquete norte-americano aposentado. Erving ajudou a legitimar a American Basketball Association (ABA) e foi o jogador mais conhecido na liga quando a ABA se fundiu com a National Basketball Association (NBA) após a temporada de 1975-76.
Erving venceu três títulos, quatro prêmios de MVP e foi três vezes o líder de pontuação na liga jogando no Virginia Squires e New York Nets da ABA e o Philadelphia 76ers da NBA. Ele é o oitavo maior pontuador da história da ABA/NBA com 30.026 pontos. Ele foi o único jogador votado pro prêmio de MVP da ABA e da NBA.
Erving foi introduzido em 1993 no Basketball Hall of Fame e também foi nomeado para a equipe de todos os tempos do 50º aniversário da NBA. Em 1994, Erving foi nomeado pela Sports Illustrated como um dos 40 atletas mais importantes de todos os tempos. Em 2004, ele foi introduzido no Hall da Fama dos Esportes do Condado de Nassau.

## Primeiros anos
Erving nasceu em East Meadow, Nova York, e cresceu em Roosevelt, Nova York. Antes disso, ele morava perto de Hempstead.
Ele freqüentou a Roosevelt High School e lá ele recebeu o apelido de "Doutor" ou "Dr. J" de um amigo chamado Leon Saunders. Ele explica: "Eu tenho um amigo - o nome dele é Leon Saunders - e ele mora em Atlanta, e eu comecei a chamá-lo de "O Professor", e ele começou a me chamar de "Doutor"... E é daí que veio."
Erving lembrou: "Mais tarde, na liga Rucker Park no Harlem, quando as pessoas começaram a me chamar de "Black Moses" e "Houdini", eu disse a eles que se queriam me chamar de alguma coisa, chame a mim de "Doutor"'.
Com o tempo, o apelido evoluiu para "Dr. Julius" e finalmente "Dr. J".

## Faculdade
Erving matriculou-se na Universidade de Massachusetts em 1968. Em duas temporadas de basquete universitário, ele obteve uma média de 26,3 pontos e 20,2 rebotes por jogo, tornando-se um dos seis jogadores com média de mais de 20 pontos e 20 rebotes por jogo no basquete masculino da NCAA.
Tendo saído cedo da faculdade para seguir uma carreira profissional, Erving formou-se pela Universidade de Massachusetts através do programa University Without Walls em administração em 1986, cumprindo uma promessa que fez à sua mãe. Erving também possui um doutorado honorário da Universidade de Massachusetts.

## Carreira profissional

### Virginia Squires (ABA)
Embora as regras da NBA na época não permitissem que as equipes selecionassem jogadores no draft com menos de quatro anos de afastamento do ensino médio, a ABA instituiu uma regra que permitiria que os jogadores deixassem a faculdade mais cedo. Erving aproveitou a mudança de regras e deixou a Universidade de Massachusetts após seu primeiro ano para assinar um contrato de quatro anos no valor de US $ 500.000 distribuídos ao longo de sete anos com o Virginia Squires.
Erving rapidamente se estabeleceu como uma estrela da liga, marcando 27,3 pontos por jogo como novato, sendo selecionado para a Segunda-Equipe All-ABA e para a Equipe de Novatos da ABA, liderando a ABA em rebotes ofensivos e terminando em segundo lugar no Prêmio de Novato do Ano perdendo para Artis Gilmore.
Ele liderou os Squires até as Finais da Divisão Leste, onde perderam para o New York Nets liderado por Rick Barry.

### Disputa contratual
Sob as regras da NBA, ele se tornou elegível para o Draft da NBA de 1972 e o Milwaukee Bucks o selecionou na primeira rodada (12º escolha geral). Este movimento o teria trazido junto com Oscar Robertson e Kareem Abdul-Jabbar. No entanto, antes do draft, ele assinou um contrato com o Atlanta Hawks no valor de mais de US $ 1 milhão com um bônus de US $ 250.000. A assinatura com os Hawks veio depois de uma disputa com os Squires, onde ele exigiu uma renegociação dos termos. Ele descobriu que seu agente na época, Steve Arnold, foi contratado pelos Squires e o convenceu a assinar um contrato abaixo do mercado.
Isso criou uma disputa entre três equipes de duas ligas. Ele jogou dois jogos de exibição com os Hawks até que Walter Kennedy (Comissário da NBA) determinou que os Bucks possuíam os direitos de Erving através do draft. Kennedy multou os Hawks em US $ 25.000 por jogo, violando sua decisão. Atlanta recorreu da decisão para os donos das franquias, que também apoiaram os Bucks. Enquanto aguardava a decisão dos donos, Erving jogou em mais um jogo de pré-temporada, ganhando outra multa para os Hawks.
Em 2 de outubro, o juiz Edward Neaher emitiu uma liminar que o proibia de jogar para qualquer time que não fosse os Squires. Ele concordou em reportar-se aos Squires enquanto seu apelo à liminar chegou ao tribunal.
De volta à ABA, seu jogo floresceu e ele conseguiu 31,9 pontos por jogo na temporada de 1972-1973. No ano seguinte, os Squires venderam seu contrato para o New York Nets.

### New York Nets (ABA)

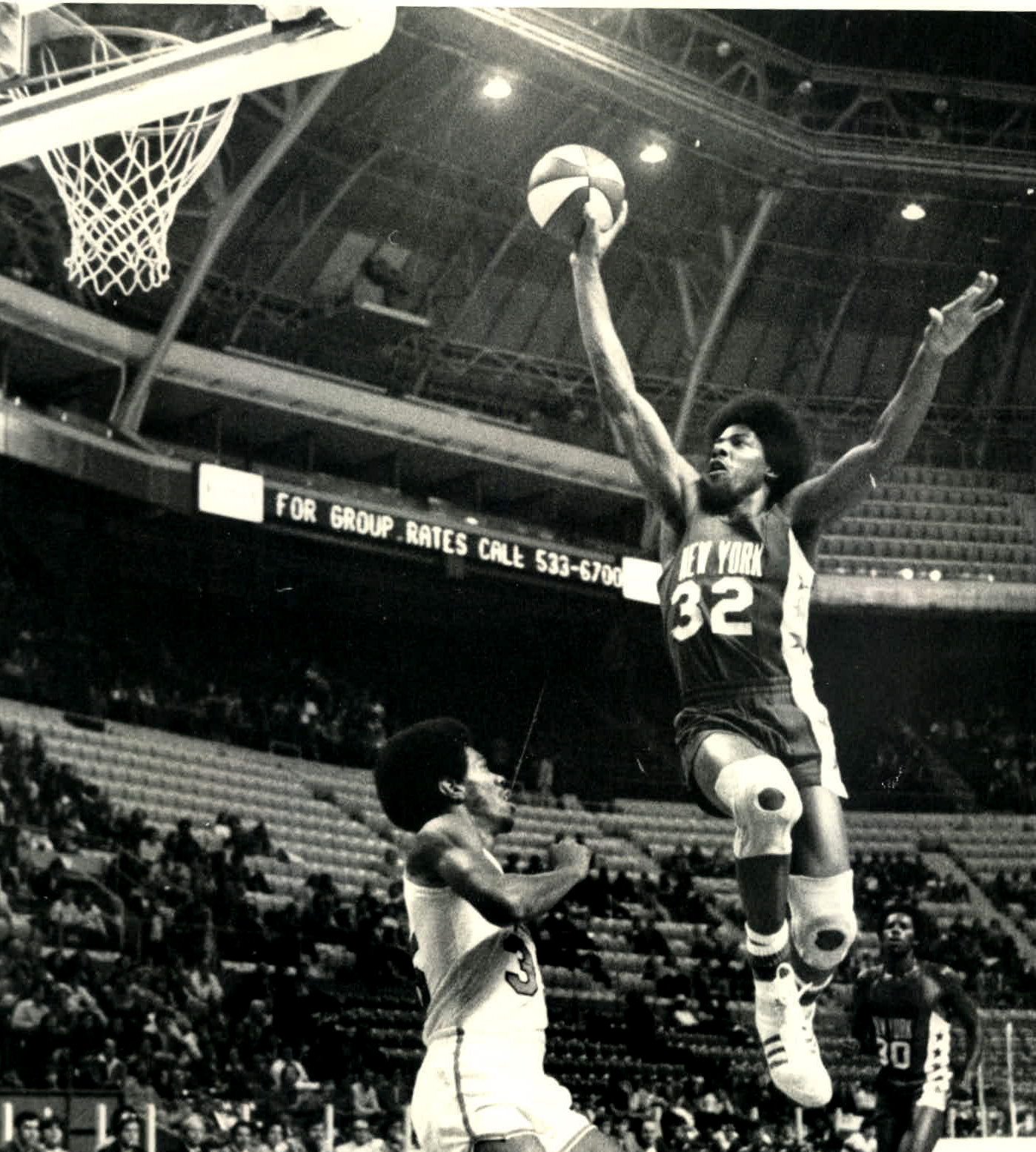
Erving em 1974

Os Squires, como a maioria das equipes da ABA, estavam em um terreno financeiro bastante instável. A equipe sem dinheiro enviou Erving para os Nets em um acordo complexo que o manteve na ABA. Erving assinou um contrato de oito anos no valor de 350 mil dólares por ano. Os Squires receberam US $ 750.000, George Carter e Kermit Washington. Os Nets também enviaram US $ 425.000 aos Hawks para reembolsar a equipe por seus honorários legais, multas e bônus pagos a Erving.
Ele levou os Nets ao seu primeiro título da ABA em 1973-74, derrotando Utah Stars na final. Erving estabeleceu-se como o jogador mais importante da ABA, ele estabeleceu os Nets como um dos melhores times da ABA e trouxe fãs e credibilidade para a liga.
O final da temporada da ABA de 1975-76 finalmente trouxe a fusão ABA-NBA. Os Nets solicitaram a admissão na NBA antes da temporada, em antecipação à eventual fusão que havia sido proposta pelas duas ligas em 1970, mas que foi adiada por várias razões.
Nessa última temporada, Os Nets derrotaram os Nuggets nas finais da ABA com Erving tendo uma média de 34,7 pontos e sendo eleito o MVP dos playoffs. Ele terminou no top 10 da ABA em pontos, rebotes, assistências, roubos de bola, bloqueios, porcentagem de arremessos livres, lances livres feitos, lances livres tentados.

### Philadelphia 76ers

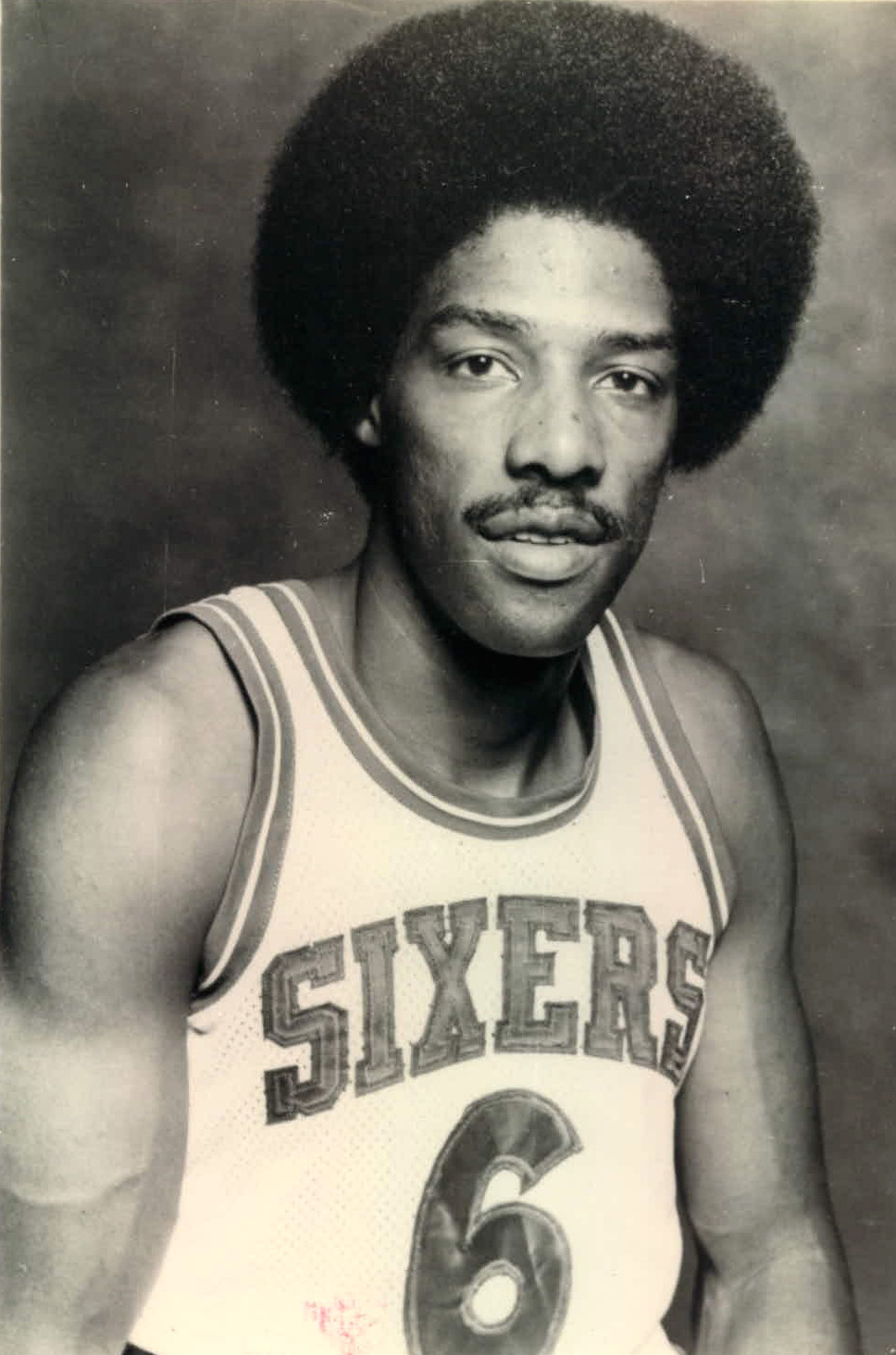
Erving com os 76ers em 1976

Os Nets, Nuggets, Indiana Pacers e San Antonio Spurs se juntaram à NBA para a temporada de 1976-77. O New York Knicks exigiram que os Nets pagasse US $ 4,8 milhões por "invadir" o território da NBA dos Knicks. Por causa das dividas, o dono dos Nets, Roy Boe, renegou a promessa de aumentar o salário de Erving e ele se recusou a jogar nessas condições.
Depois que várias equipes, como Milwaukee Bucks, Los Angeles Lakers e Philadelphia 76ers fizeram lobby para obtê-lo, os Nets ofereceu o contrato de Erving ao New York Knicks em troca de renunciar a indenização, mas os Knicks recusou. Esta foi considerada uma das piores decisões na história da franquia. Os Sixers decidiram então oferecer-se para comprar o contrato de Erving por US $ 3 milhões e Boe teve pouca escolha. Anos depois, Boe se arrependeu de ter negociado Erving, dizendo: "O acordo de fusão matou os Nets como uma franquia da NBA... O acordo de fusão nos levou à NBA, mas me forçou a destruir a equipe vendendo Erving para pagar a conta."
Erving rapidamente se tornou o líder dos Sixers e os levou a uma empolgante temporada de 50 vitórias. No entanto, jogar com estrelas maiores forçou a diminuir seu papel. Na ABA, ele teria que fazer tudo para sua equipe, com o Sixers, ele se concentrou mais em marcar. Apesar de um papel menor, Erving permaneceu altruísta. Os Sixers, apresentando outras estrelas como o co-MVP da ABA, George McGinnis, o All-Star da ABA, Caldwell Jones, o futuro All-Star, World B Free (então Lloyd Free), Henry Bibby (pai de Mike Bibby), e versátil e agressivo Doug Collins (mais tarde treinador de Michael Jordan no final dos anos 80), venceu a Divisão do Atlântico e foi o melhor time da NBA. Os Sixers derrotaram o Boston Celtics para vencer a Conferência Leste. Erving levou-os para as finais da NBA contra o Portland Trail Blazers de Bill Walton. Depois que os Sixers tinham uma vantagem de 2-0, no entanto, os Blazers derrotou-os com quatro vitórias consecutivas após a famosa briga entre Maurice Lucas e Darryl Dawkins, que acendeu a química dos Blazers.

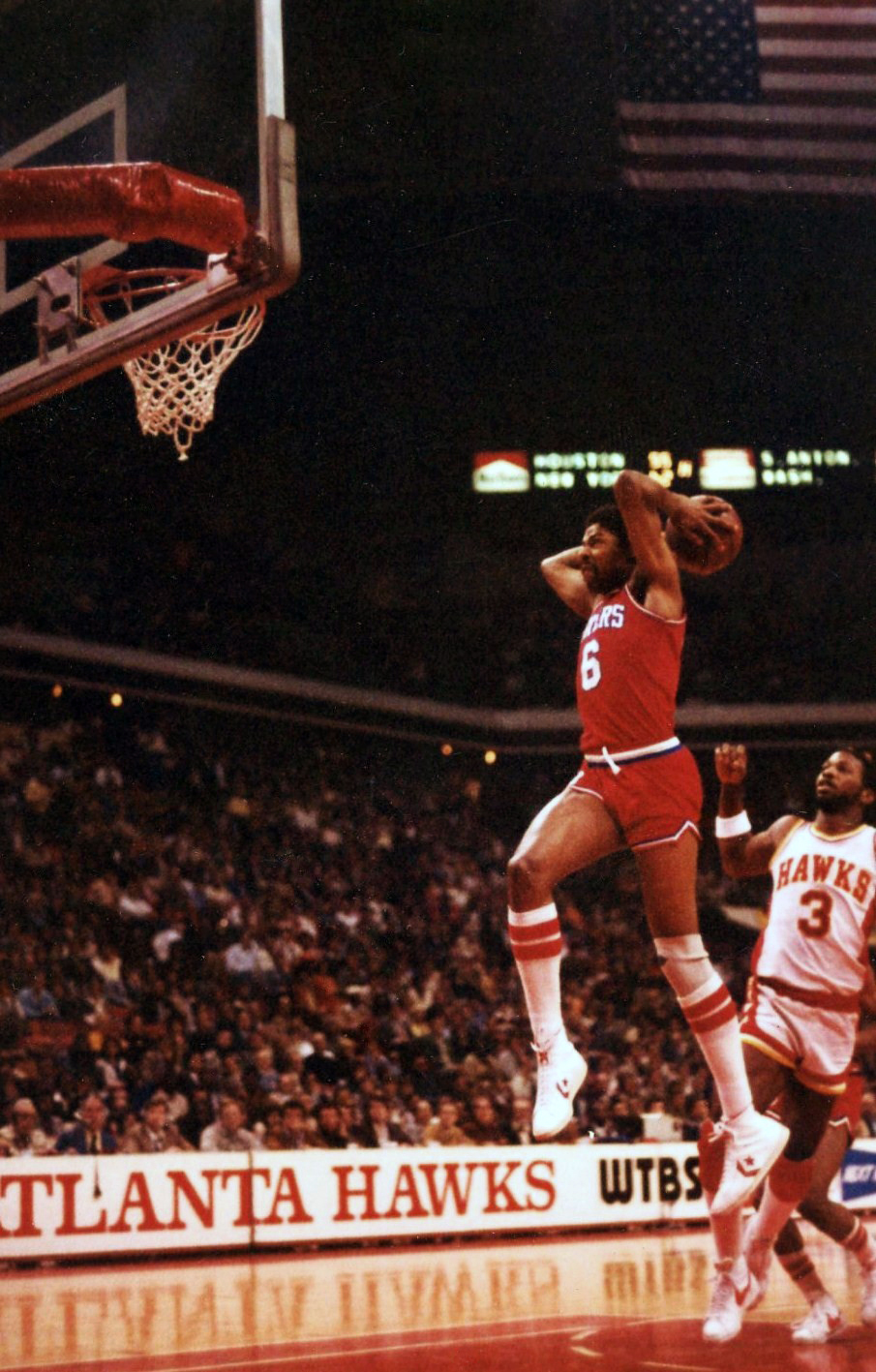
Erving jogando contra o Atlanta Hawks em 1981

Erving também teve sucesso fora das quadras, tornando-se um dos primeiros jogadores de basquete a endossar muitos produtos e a ter um sapato comercializado sob o seu nome. Foi nessa época que ele apareceu em comerciais de televisão pedindo aos jovens fãs que pedissem seu autógrafo em um aeroporto para se referir a ele a partir de agora como "Dr. Chapstick". Ele também estrelou o filme de comédia de basquete de 1979, The Fish That Saved Pittsburgh. Um comercial de TV famoso para os ingressos da Sixers durante a temporada de 1977-78 resumiu o desejo de Erving de ganhar um título da NBA. No comercial, Erving estava no vestiário Sixers e ele disse aos fãs: "Nós lhe devemos um", enquanto ele segurava seu dedo indicador. Demorou alguns anos para a franquia Sixers construir uma grande equipe em torno de Erving. Eventualmente, o treinador Billy Cunningham e os jogadores de alto nível como Maurice Cheeks, Andrew Toney e Bobby Jones foram adicionados à mistura e a franquia foi muito bem sucedida.
Nos anos seguintes, Erving lidou com uma equipe que ainda não estava jogando em seu nível. Os Sixers foram eliminados duas vezes nas finais da Conferência Leste. Em 1979, Larry Bird entrou na liga, revivendo o Boston Celtics e a célebre rivalidade entre Celtics-76ers; Essas duas equipes se enfrentaram nas finais da Conferência Leste em 1980, 1981, 1982 e 1985. O confronto entre Bird e Erving tornou-se a principal rivalidade pessoal no esporte (junto com Bird vs. Magic Johnson), inspirando o jogo da Electronic Arts, "One on One: Dr. J vs. Larry Bird".
Em 1980, os 76ers prevaleceu sobre os Celtics e avançaram para as finais da NBA contra o Los Angeles Lakers. Lá, Erving executou o lendário "Baseline Move", um movimento que levou a bola por trás da tabela antes dele fazer a bandeja. No entanto, os Lakers venceram a série por 4-2 com excelentes performances de Magic Johnson.
Erving novamente esteve entre os melhores jogadores da liga nas temporadas de 1980-81 e 1981-82, embora mais decepção tenha ocorrido quando os Sixers tropeçaram duas vezes nos playoffs: em 1981, os Celtics os eliminaram em sete jogos nas Finais da Conferências Leste e em 1982, os Sixers conseguiu vencer os Celtics, mas perdeu o título da NBA para o Los Angeles Lakers em seis jogos. Apesar dessas derrotas, Erving foi nomeado o MVP da NBA em 1981 e foi novamente votado para a Primeira-Equipe da NBA de 1982.
Finalmente, na temporada de 1982-83, os Sixers obtiveram o elemento que faltava para combater sua fraqueza: Moses Malone. Armado com uma das mais formidáveis e imparáveis combinações de todos os tempos, os Sixers dominaram toda a temporada, levando Malone a fazer a famosa previsão de "fo-fo-fo (four-four-four)" em antecipação aos 76ers varrendo os adversários nas três rodadas dos playoffs a caminho de um título da NBA. Na verdade, os Sixers perderam um jogo para o Milwaukee Bucks nas finais da conferência, depois varrendo os Lakers para ganhar o título da NBA.
Erving manteve o seu calibre de all-star em seus últimos anos com média de 22,4, 20,0, 18,1 e 16,8 pontos por jogo em suas temporadas finais. Em 1986, ele anunciou que iria se aposentar após o fim da temporada, fazendo com que todos os jogos que ele jogasse fossem totalmentes vendidos. Naquela temporada final, equipes adversárias prestaram homenagem a Erving no último jogo que Erving jogaria em suas arenas, incluindo em cidades como Boston e Los Angeles, seus rivais perenes nos playoffs. Erving se aposentou em 1987 aos 37 anos de idade.

## Resumo da carreira
"Um jovem Julius Erving era como Thomas Edison, ele sempre inventava algo novo a cada noite", disse Johnny Kerr ao historiador da ABA, Terry Pluto. Ele também é um dos poucos jogadores no basquete moderno a ter seu número aposentado por duas franquias: o Brooklyn Nets (ex-New York Nets e New Jersey Nets) aposentou sua camisa número 32 e o Philadelphia 76ers sua camisa número 6.
Muitos dos feitos de destaque acrobáticos de Erving eram desconhecidos por causa da escassa cobertura televisiva da ABA. Ele é considerado por muitos como o maior enterrador de todos os tempos.
Em suas carreiras da ABA e NBA juntas, ele marcou mais de 30.000 pontos. Em 1993, Erving foi eleito para o Basketball Hall of Fame. Quando se aposentou, Erving ficou entre os 5 primeiros de todos os tempos em pontuação (terceiro) e roubadas de bola (primeiro). Na lista de pontuação combinada da NBA / ABA, Erving ficou em terceiro lugar com 30.026 pontos. Em 2019, Erving era o oitavo lugar na lista, atrás apenas de Kareem Abdul-Jabbar, Karl Malone, Kobe Bryant, LeBron James, Michael Jordan, Dirk Nowitzki e Wilt Chamberlain.

## Feitos memoráveis

### Disputa de enterrada da ABA de 1976

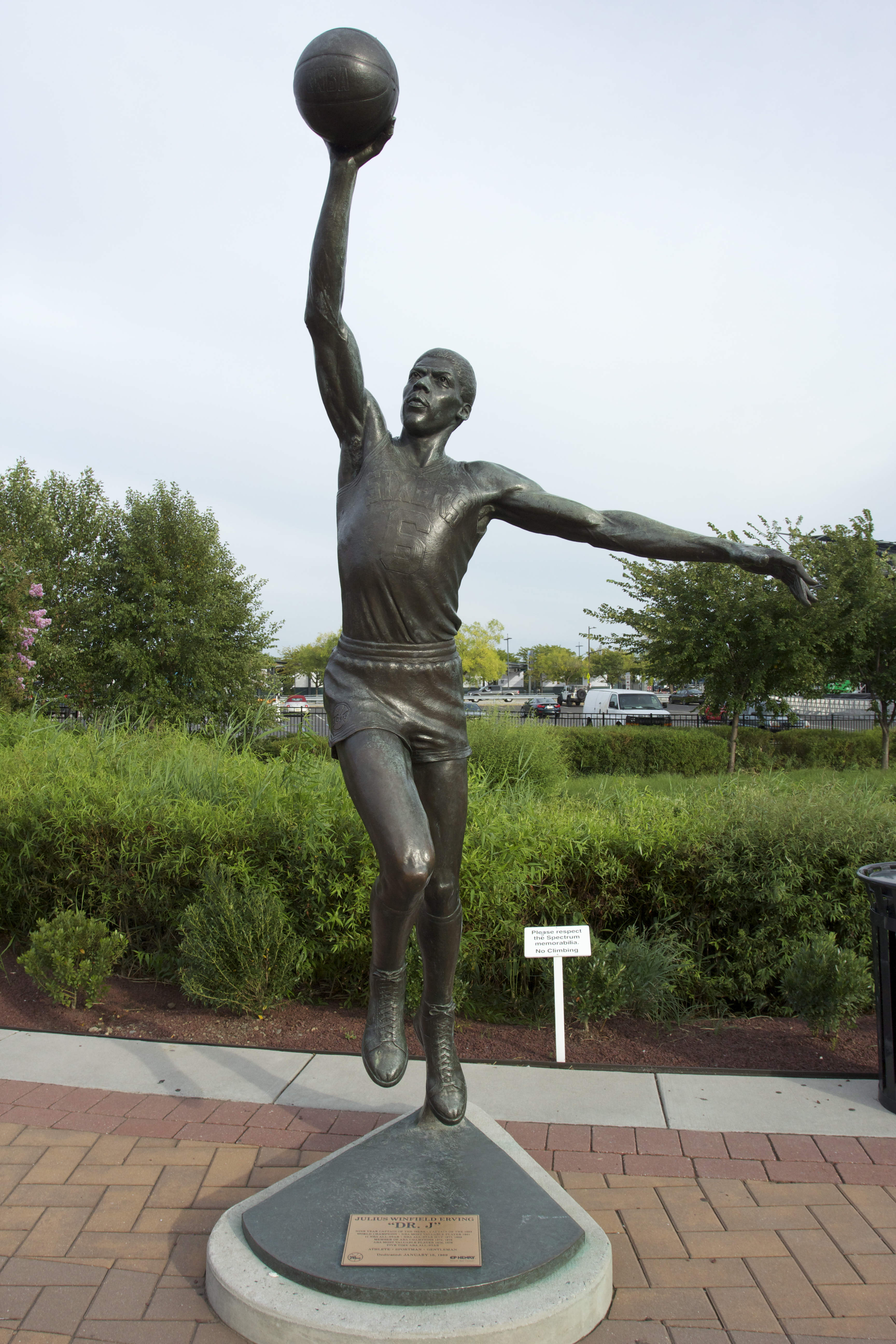
Estátua de Erving no sul da Filadélfia

Neste concurso memorável, George enfrentou George "The Iceman" Gervin, Larry "Special K" Kenon, Artis "The A-Trem" Gilmore e David "The Skywalker" Thompson.
Erving foi até o final da quadra e correu até pular da linha do lance livre para enterrar. Embora enterrar a partir da linha de falta tenha sido feito por outros jogadores (Jim Pollard e Wilt Chamberlain nos anos 50, por exemplo), Erving o introduziu para um público amplo.

### Enterrada sobre Bill Walton
Este evento aconteceu durante o Jogo 6 das finais da NBA de 1977. Depois de Portland marcar uma cesta, Erving imediatamente correu o comprimento da quadra com toda a equipe dos Blazers o marcando. Ele acabou enterrando sobre a lenda defensiva, Bill Walton, que estava com os braços estendido. Esta enterrada é considerado por muitos como uma das mais fortes já tentadas, considerando que ele disputou com todos os cinco defensores. Este movimento foi um dos destaques de sua chegada a uma NBA mais exposta à televisão.

### Rock The Babysobre Michael Cooper
Outra das jogadas mais memoráveis de Erving aconteceu nos momentos finais de um jogo da temporada regular contra o Los Angeles Lakers em 1983. Depois que o armador dos Sixers, Maurice Cheeks, desviou um passe de James Worthy, Erving pegou a bola e atacou a quadra com o melhor defensor dos Lakers, Michael Cooper, o marcando. Quando ele entrou dentro da linha de 3 pontos, ele segurou a bola em seu pulso e antebraço, balançando a bola para trás e para frente antes de decolar para o que o apresentador da Rádio Lakers, Chick Hearn, descreveu como uma enterrada "Rock The Baby", ele jogou a bola por trás da cabeça e enterrou sobre Cooper. Esta enterrada é geralmente considerado como um dos maiores de todos os tempos.

## Carreira pós-basquete

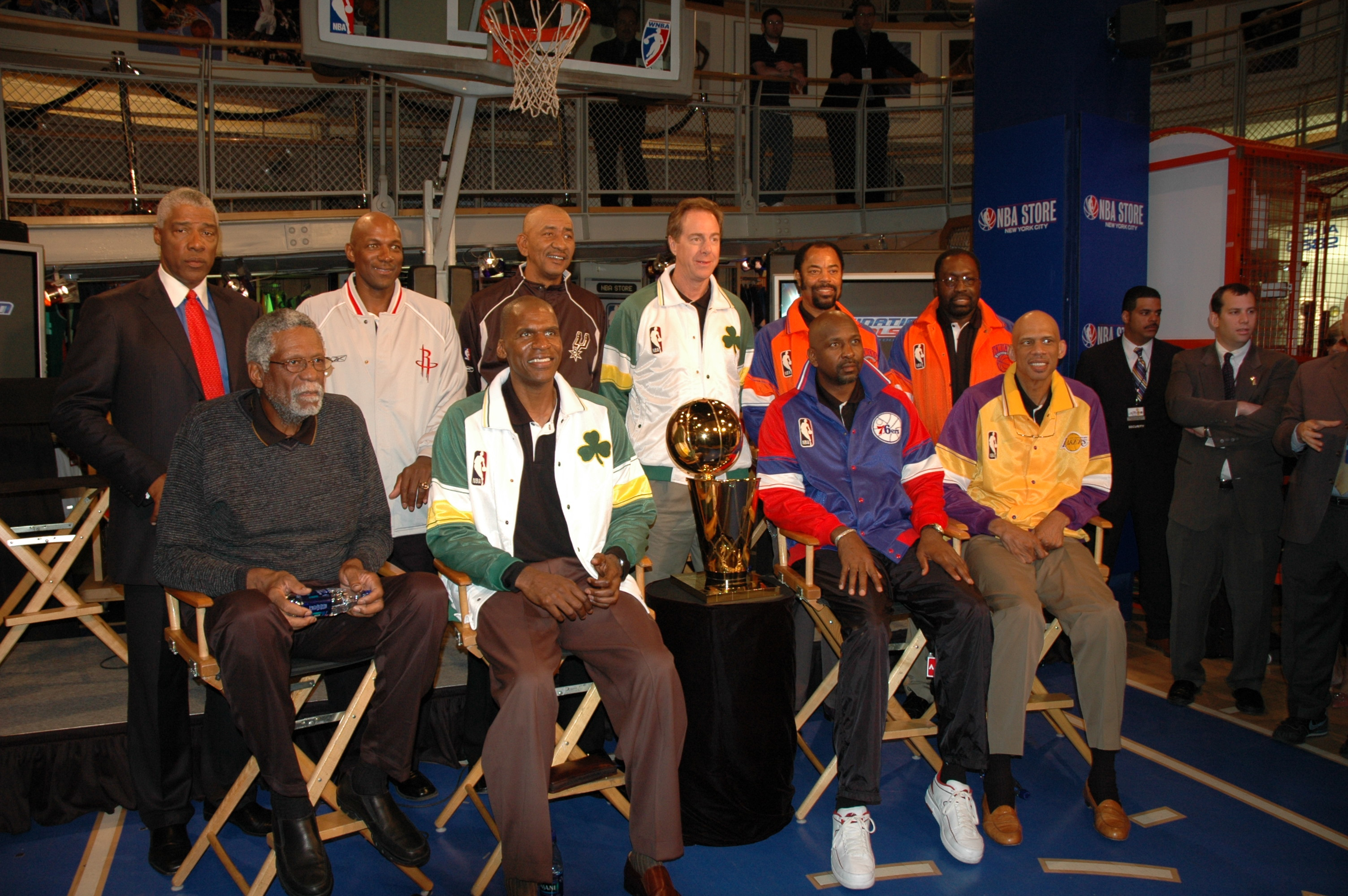
Erving (canto superior esquerdo) com outros ex-jogadores da NBA visitam a New York NBA Store em janeiro de 2005

Erving obteve seu diploma de bacharel na Universidade de Massachusetts em 1986 através da University Without Walls. Depois que sua carreira de basquete terminou, ele se tornou um empresário, obtendo a posse de uma fábrica de engarrafamento da Coca-Cola na Filadélfia e fazendo um trabalho como analista de televisão. Em 1997, ele entrou para a equipe de administração do Orlando Magic como vice-presidente executivo.
Erving e o ex-running back da NFL, Joe Washington, formaram uma equipe da NASCAR Busch Series de 1998 a 2000. A equipe tinha patrocínio da Dr Pepper durante a maior parte de sua existência. Erving, um fã de corrida, afirmou que sua incursão na NASCAR foi uma tentativa de aumentar o interesse na NASCAR entre os afro-americanos.
Ele também atuou no Conselho de Administração da Converse (antes de sua falência em 2001), Darden Restaurants, Inc., Saks Incorporated e The Sports Authority. A partir de 2009, Erving era o proprietário do Celebrity Golf Club International em Atlanta, mas o clube foi forçado a pedir falência logo depois. Ele foi classificado pela ESPN como um dos maiores atletas do Século XX.

## Estatísticas

### Temporada regular
| Ano      | Time           | PJ   | MPJ  | AP   | 3P   | LL   | RT   | AS  | BR  | TO  | PPJ  |
| -------- | -------------- | ---- | ---- | ---- | ---- | ---- | ---- | --- | --- | --- | ---- |
| 1971–72  | Virginia (ABA) | 84   | 41.8 | .498 | .188 | .745 | 15.7 | 4.0 | -   | -   | 27.3 |
| 1972–73  | Virginia (ABA) | 71   | 42.2 | .496 | .208 | .776 | 12.2 | 4.2 | 2.5 | 1.8 | 31.9 |
| 1973–74† | New York (ABA) | 84   | 40.5 | .512 | .395 | .766 | 10.7 | 5.2 | 2.3 | 2.4 | 27.4 |
| 1974–75  | New York (ABA) | 84   | 40.5 | .506 | .333 | .799 | 10.9 | 5.5 | 2.2 | 1.9 | 27.9 |
| 1975–76† | New York (ABA) | 84   | 38.6 | .507 | .330 | .801 | 11.0 | 5.0 | 2.5 | 1.9 | 29.3 |
| 1976–77  | Philadelphia   | 82   | 35.9 | .499 | -    | .777 | 8.5  | 3.7 | 1.9 | 1.4 | 21.6 |
| 1977–78  | Philadelphia   | 74   | 32.8 | .502 | -    | .845 | 6.5  | 3.8 | 1.8 | 1.3 | 20.6 |
| 1978–79  | Philadelphia   | 78   | 35.9 | .491 | -    | .745 | 7.2  | 4.6 | 1.7 | 1.3 | 23.1 |
| 1979–80  | Philadelphia   | 78   | 36.1 | .519 | .200 | .787 | 7.4  | 4.6 | 2.2 | 1.8 | 26.9 |
| 1980–81  | Philadelphia   | 82   | 35.0 | .521 | .222 | .787 | 8.0  | 4.4 | 2.1 | 1.8 | 24.6 |
| 1981–82  | Philadelphia   | 81   | 34.4 | .546 | .273 | .763 | 6.9  | 3.9 | 2.0 | 1.7 | 24.4 |
| 1982–83† | Philadelphia   | 72   | 33.6 | .517 | .286 | .759 | 6.8  | 3.7 | 1.6 | 1.8 | 21.4 |
| 1983–84  | Philadelphia   | 77   | 34.8 | .512 | .333 | .754 | 6.9  | 4.0 | 1.8 | 1.8 | 22.4 |
| 1984–85  | Philadelphia   | 78   | 32.5 | .494 | .214 | .765 | 5.3  | 3.0 | 1.7 | 1.4 | 20.0 |
| 1985–86  | Philadelphia   | 74   | 33.4 | .480 | .281 | .785 | 5.0  | 3.4 | 1.5 | 1.1 | 18.1 |
| 1986–87  | Philadelphia   | 60   | 32.0 | .471 | .264 | .813 | 4.4  | 3.2 | 1.3 | 1.6 | 16.8 |
| Carreira | Carreira       | 1243 | 36.4 | .506 | .298 | .777 | 8.5  | 4.2 | 2.0 | 1.7 | 24.2 |

### Playoffs
| Ano      | Time           | PJ  | MPJ  | AP   | 3P   | LL   | RT   | AS  | BR  | TO  | PPJ  |
| -------- | -------------- | --- | ---- | ---- | ---- | ---- | ---- | --- | --- | --- | ---- |
| 1972     | Virginia (ABA) | 11  | 45.8 | .518 | .250 | .835 | 20.4 | 6.5 | -   | -   | 33.3 |
| 1973     | Virginia (ABA) | 5   | 43.8 | .527 | .000 | .750 | 9.0  | 3.2 | -   | -   | 29.6 |
| 1974†    | New York (ABA) | 14  | 41.4 | .528 | .455 | .741 | 9.6  | 4.8 | 1.6 | 1.4 | 27.9 |
| 1975     | New York (ABA) | 5   | 42.2 | .455 | .000 | .844 | 9.8  | 5.6 | 1.0 | 1.8 | 27.4 |
| 1976†    | New York (ABA) | 13  | 42.4 | .533 | .286 | .804 | 12.6 | 4.9 | 1.9 | 2.0 | 34.7 |
| 1977     | Philadelphia   | 19  | 39.9 | .523 | -    | .821 | 6.4  | 4.5 | 2.2 | 1.2 | 27.3 |
| 1978     | Philadelphia   | 10  | 35.8 | .489 | -    | .750 | 9.7  | 4.0 | 1.5 | 1.8 | 21.8 |
| 1979     | Philadelphia   | 9   | 41.3 | .517 | -    | .761 | 7.8  | 5.9 | 2.0 | 1.9 | 25.4 |
| 1980     | Philadelphia   | 18  | 38.6 | .488 | .222 | .794 | 7.6  | 4.4 | 2.0 | 2.1 | 24.4 |
| 1981     | Philadelphia   | 16  | 37.0 | .475 | .000 | .757 | 7.1  | 3.4 | 1.4 | 2.6 | 22.9 |
| 1982     | Philadelphia   | 21  | 37.1 | .519 | .167 | .752 | 7.4  | 4.7 | 1.8 | 1.8 | 22.0 |
| 1983†    | Philadelphia   | 13  | 37.9 | .450 | .000 | .721 | 7.6  | 3.4 | 1.2 | 2.1 | 18.4 |
| 1984     | Philadelphia   | 5   | 38.8 | .474 | .000 | .864 | 6.4  | 5.0 | 1.6 | 1.2 | 18.2 |
| 1985     | Philadelphia   | 13  | 33.4 | .449 | .000 | .857 | 5.6  | 3.7 | 1.9 | 0.8 | 17.1 |
| 1986     | Philadelphia   | 12  | 36.1 | .450 | .182 | .738 | 5.8  | 4.2 | 0.9 | 1.3 | 17.7 |
| 1987     | Philadelphia   | 5   | 36.0 | .415 | .333 | .840 | 5.0  | 3.4 | 1.4 | 1.2 | 18.2 |
| Carreira | Carreira       | 189 | 38.9 | .496 | .224 | .784 | 8.5  | 4.4 | 1.7 | 1.7 | 24.2 |

## Vida pessoal
Erving é um cristão, ele falou sobre sua fé, dizendo: "Depois de procurar o significado da vida por mais de dez anos, encontrei o significado em Jesus Cristo".
Erving foi casado com Turquoise Erving de 1972 a 2003. Juntos eles tiveram quatro filhos. Em 2000, seu filho de 19 anos, Cory, desapareceu por semanas, até que ele foi encontrado afogado após dirigir seu veículo em uma lagoa. Erving chamou isso de pior dia de sua vida.
Em 1979, Erving começou um caso adúltero com a jornalista esportiva Samantha Stevenson, resultando no nascimento da tenista Alexandra Stevenson. Embora a paternidade dela fosse conhecida em particular para as famílias envolvidas, ela não se tornou de conhecimento público até que Stevenson chegou às semifinais de Wimbledon em 1999. Erving havia fornecido apoio financeiro para Stevenson ao longo dos anos, mas não havia sido parte de sua vida e a revelação pública de seu relacionamento não levou inicialmente ao contato entre pai e filha. No entanto, Stevenson entrou em contato com Erving em 2008 e eles finalmente iniciaram um novo relacionamento. Em 2009, Erving foi ao torneio WTA de Charleston para ver Stevenson jogar, marcando a primeira vez que ele participou de uma de suas partidas.

Em 2003, ele foi pai de um segundo filho fora de seu casamento, Justin Kangas, desta vez com uma mulher chamada Dorýs Madden. Julius e Turquoise Erving foram posteriormente divorciados. Erving continuou seu relacionamento com Madden e eles se casaram em 2008. Erving foi pai de nove filhos no total.